# Kangbashi
Kangbashi (chinesisch 康巴什区, Pinyin Kāngbāshí Qū) ist ein Stadtbezirk der bezirksfreien Stadt Ordos im Südwesten des Autonomen Gebietes Innere Mongolei im mittleren Norden der Volksrepublik China. Er hat eine Fläche von 372,55 km² (davon bebaute Fläche 38,42 km²) und zählte Ende 2017 eine Gesamtbevölkerung von 153.000 Einwohnern.
Kangbashi wurde international bekannt als Geisterstadt, in der Wohnungen für 300.000 Einwohner gebaut wurden, die jedoch großenteils leer stehen.

## Administrative Gliederung
Per Ende 2018 war das Kangbashi auf Gemeindeebene in vier Straßenviertel gegliedert: Habagexi (哈巴格希街道), Qingchunshan (青春山街道), Binhe (滨河街道) und Kangxi (康新街道). Darüber hinaus existierten zwei Industriegebiete auf Gemeindeebene. Auf Dorfebene sind vorstehende Verwaltungseinheiten in 15 Einwohnergemeinschaften unterteilt.